# 샐리 예이츠

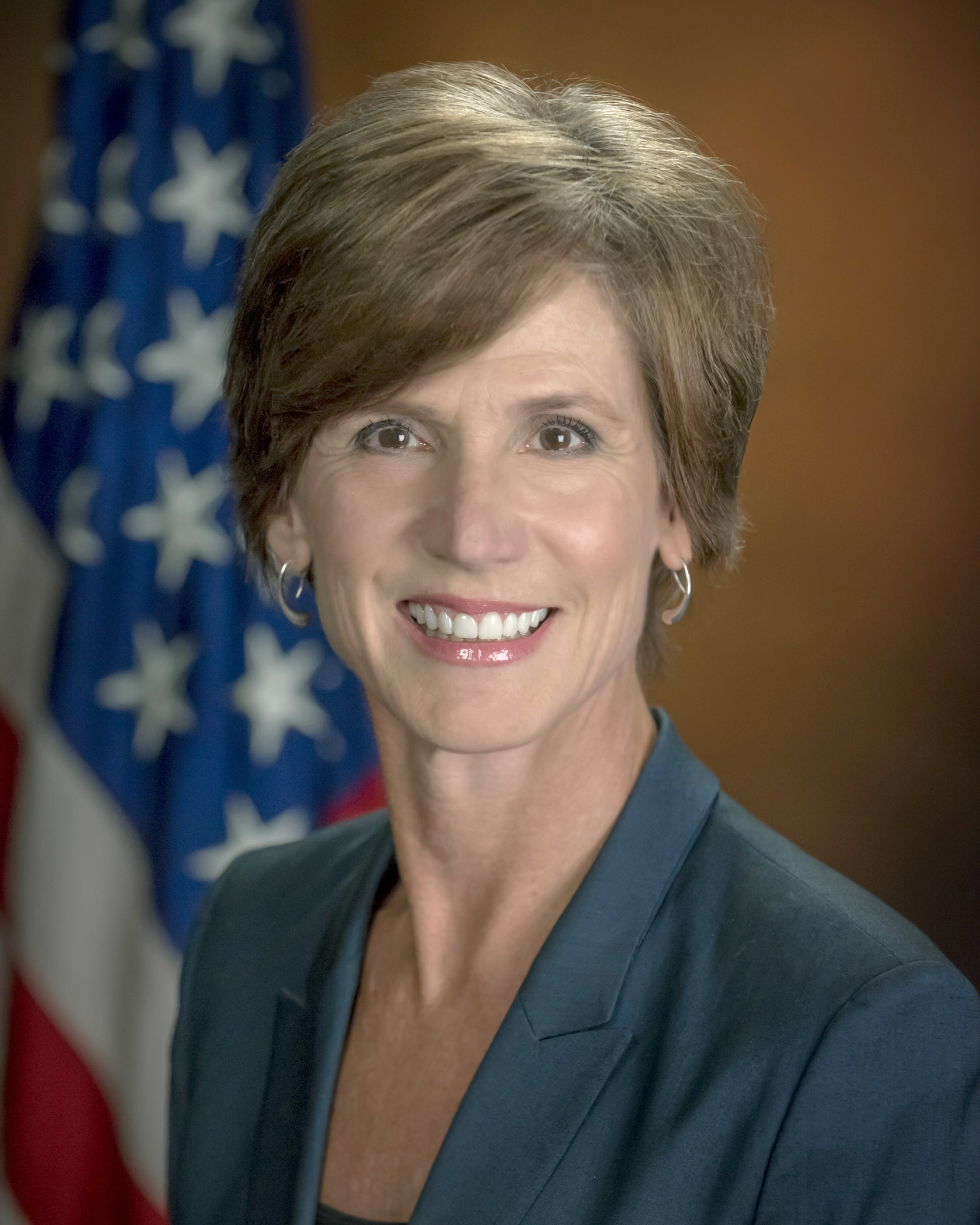
샐리 예이츠

샐리 캐럴라인 퀼리언 예이츠(영어: Sally Caroline Quillian Yates, 1960년 8월 20일 출생)는 미국 변호사이다. 버락 오바마 전 미국 대통령에 의해 직책에 임명되어 미국 연방 검사(United States Attorney)와 그 이후에 미국 법무부 차관(United States Deputy Attorney General)을 역임했다.
도널드 트럼프 대통령의 취임과 로레타 린치 법무장관의 퇴임 후, 예이츠는 2017년 1월 20일부터 법무장관 대행을 맡았으나 1월 30일 트럼프 대통령에 의해 해고됐다. 예이츠가 트럼프의 이민 관련 행정명령(무슬림 7개국 국민의 미국 입국을 한시적으로 금지한 행정명령)을 법정에서 변호하지 말 것을 법무부에 지시한 것이 이유였다.

## 생애 및 학력
예이츠는 애틀랜타에서 태어났으며 1966년부터 1984년까지 변호사 및 조지아 항소 법원 판사로 재직한 켈리 퀼리언(J. Kelley Quillian)과 제라 테럴 퀼리언(Xara Terrell Quillian)를 부모로 뒀다. 1982년 조지아 대학교에서 언론학으로 학사 학위를, 1986년 조지아 법학 대학원(University of Georgia School of Law)에서 우등으로 졸업하며 법무박사 학위를 받았다. 법과대학원에 재학하는 동안, <조지아 로 리뷰(Georgia Law Review)>의 편집장을 지냈다.

## 경력
예이츠는 1985년부터 1989년까지 애틀랜타 <킹 & 스폴딩 법률사무소>에서 업무를 수행했다. 1989년 조지아 북부지역 미국 연방 지방 검찰청을 위해 밥 바(Bob Barr)에 의해 미국 연방 검사 보좌관(Assistant U.S. Attorney)으로 임명됐다. 1994년에는 사기 및 공공 부패 담당관이 됐다. ‘센테니얼 올림픽공원 폭탄(Centennial Olympic Park bombing)’ 테러를 저지르고, 1996년과 1998년 사이 미국 남부 전역에 걸친 일련의 ‘반 유산 및 반 게이 폭탄(Anti-abortion and anti-gay bombings)’ 테러로 2명이 사망하고 120여 명이 부상당한 혐의로 유죄판결을 받은 테러리스트 에릭 루돌프(Eric Rudolph) 사건의 수석 검사였다. 2002년 제1차관 미연방 검사(First Assistant U.S. Attorney)와 2004년 미국 연방 검사 대행(Acting U.S. Attorney)에서 능력을 발휘했다. 미국 연방 지방 검찰청에서 공화당 및 민주당 행정부의 리더십 직책을 맡았다.
오바마 대통령이 예이츠를 조지아 북부 지역의 미국 연방 검사로 지명했으며, 2010년 3월 10일 상원의 인준을 받았다. 미국 연방 검사로 재직시 에릭 홀더 법무장관에 의해 법무장관 자문위원회의 부의장으로 임명됐다.

### 법무차관
2015년 5월 13일 미국 상원은 84대 12로 투표해서 법무부에서 두 번째 서열인 미국 연방 법무차관으로 예이츠를 확정했다. 상원 인준 청문회에서 제프 세션스 상원의원은 대통령의 불법 명령에 대해 맞설 수 있는지에 대해 물었고, 예이츠는 헌법과 법률을 준수하고 대통령에게 독립적인 법률적 조언을 할 의무가 있다고 답했다. 예이츠의 확정 직전 짧게 취임한 로레타 린치 법무장관 하에 업무를 수행했다.
예이츠는 미국 연방 법무차관으로서 약 11만3천 명의 직원을 포함하는 법무부의 일상 업무를 담당했다. 2015년 ‘예이츠 메모’라고 알려진 정책을 저술하고 기업 범죄에 대한 임원 기소를 최우선으로 정했다. 또한, 오바마 행정부의 마감날에는 행정사면을 위한 1만6천 건의 청원을 검토하여 대통령에게 권고안을 제출했다.

### 법무장관 대행
2017년 1월 법무부 대변인에 의하면 예이츠는 2017년 1월 20일부터 법무장관 대행 역할을 맡아달라는 새로 당선된 트럼프 행정부의 요청을 수락했으며, 후임 법무장관이 미국 상원에 의해 확정될 때까지였다. 2017년 1월 30일 예이츠는 법무부가 여행 및 이민에 관한 트럼프의 행정명령을 변호하지 말 것을 서면으로 소속 직원들에게 지시했다.
인용 틀이 비었음 (도움말)
에릭 홀더 전 법무장관은 예이츠의 명령 불복종 결정에 대한 판단을 신뢰한다고 트위터에 응답했다.
그 날 이후, 인편으로 전달된 편지를 통해 트럼프 행정부는 예이츠를 파면하고 버지니아 남부의 연방 검사 데이나 벤테이로 교체했다. 백악관 성명서에서 예이츠는 ‘미국 시민을 보호하기 위해 고안된 법적 질서의 집행을 거부함으로써 법무부를 배신했다’고 주장했다.

### 해고에 대한 반응
척 슈머 상원 소수당 원내총무는 예이츠의 행동을 ‘용기있는 모습’이라고 불렀다. 존 코니어스(John Conyers) 하원의원은 예이츠를 해고한 결정을 비판하며 ‘용감하고 올바른 행동’ 이었으며, 헌신적인 정부 공무원이 ‘트럼프의’ 지시문이 불법이고 위헌이라고 여긴다면, 트럼프는 마치 정부가 리얼리티 쇼인 것처럼 간단하게 그들을 해고할 거라고 했다.
조너선 애들러(Jonathan H. Adler|Jonathan Adler) 법학 교수는 ‘예이츠는 그 명령이 불법임을 확신한다고 주장하지 않고, 현명하지 않거나 정당하지 않다’고 했다. 그리고 그는 ‘법무부가 이를 근거로 합법적인 행정 조치를 변호하는 것을 거절한 어떠한 사례도 알지 못한다’고 했다. 애들러는 예이츠가 사임했었어야 했다고 주장했다(예이츠는 사임을 고려한 것으로 알려졌지만 그녀의 후임자에게 같은 질문을 직면하게 하고 싶지 않다고 말했다.).
<내셔널 리뷰> 편집자들은 예이츠의 집행명령에 대한 저항은 ‘부적절’하다고 했다. 그 이유로 예이츠는 비선출직이며, ‘법무부의 모든 직원은 한 개인이 지원을 요청받은 법규 또는 한 개인이 시행 의무가 있는 정책에 동의하지 않을 경우 그 개인은 자유롭게 사임할 수 있다는 것을 알고 있다’고 꼬집었다.
<뉴욕 타임스> 등이 ‘토요일 밤의 대학살’의 리처드 닉슨 대통령의 특수검사 아치볼드 콕스(Archibald Cox) 해임과 비교했고 일부 케이블 방송사들은 예이츠의 해고를 ‘월요일 밤의 대학살(Monday Night Massacre)’이라고 부르기 시작했다. 그러나 워터게이트 보도 기자 칼 번스틴(Carl Bernstein)은 CNN과의 인터뷰에서 “’토요일 밤의 대학살’ 사건은 닉슨이 그 조사의 대상이었고 적극적으로 정의를 가로막고 있었을 때, 닉슨이 법부장관을 해고한 것이기 때문에 큰 차이가 있다”며 에 비교를 거부했다. 또한, 그는 ‘대통령이 법무장관을 해임할 권리와 권한이 있다고 생각한다’고 밝혔다.
예이츠의 해고 후, 재키 스피어(Jackie Speier) 하원의원은 그녀를 ‘용기있는 사람, 존 F. 케네디(John F. Kennedy) 상(Profile in Courage Award)’에 지명했다.

## 같이 보기
- 역대 미국 법무장관 목록